# Diócesis de Anápolis
La diócesis de Anápolis (en latín: Dioecesis Anapolitana o Annapolitana y en portugués: Diocese de Anápolis) es una circunscripción eclesiástica de la Iglesia católica en Brasil. Se trata de una diócesis latina, sufragánea de la arquidiócesis de Goiânia, que tiene al obispo João Casimiro Wilk, O.F.M.Conv. como su ordinario desde el 9 de junio de 2004.

## Territorio y organización
La diócesis tiene 14 178 km² y extiende su jurisdicción sobre los fieles católicos de rito latino residentes en 19 municipios del estado de Goiás: Anápolis, Abadiânia, Alexânia, Campo Limpo de Goiás, Cocalzinho de Goiás, Corumbá de Goiás, Damolândia, Goianápolis, Jaraguá, Jesúpolis, Nerópolis, Nova Veneza, Ouro Verde de Goiás, Petrolina de Goiás, Pirenópolis, Santa Rosa de Goiás, São Francisco de Goiás, Terezópolis de Goiás y Vila Propício.
La sede de la diócesis se encuentra en la ciudad de Anápolis, en donde se halla la Catedral del Buen Jesús.
En 2020 en la diócesis existían 61 parroquias agrupadas en 4 regiones pastorales: Anápolis Sur, Anápolis Norte, Oeste, Este.

## Historia
La diócesis fue erigida el 11 de octubre de 1966 con la bula De animarum utilitate del papa Pablo VI, obteniendo el territorio de la arquidiócesis de Goiânia.
El 29 de marzo de 1989 cedió una parte de su territorio para la erección de la diócesis de Luziânia mediante la bula Pastoralis prudentia del papa Juan Pablo II.

## Estadísticas
De acuerdo al Anuario Pontificio 2021 la diócesis tenía a fines de 2020 un total de 449 000 fieles bautizados.
| Año                                                                             | Población            | Población | Población      | Sacerdotes | Sacerdotes    | Sacerdotes    | Bautizados por sacerdote | Diáconos permanentes | Religiosos | Religiosos | Parroquias |
| Año                                                                             | Bautizados católicos | Total     | % de católicos | Total      | Clero secular | Clero regular | Bautizados por sacerdote | Diáconos permanentes | Varones    | Mujeres    | Parroquias |
| ------------------------------------------------------------------------------- | -------------------- | --------- | -------------- | ---------- | ------------- | ------------- | ------------------------ | -------------------- | ---------- | ---------- | ---------- |
| 1966                                                                            | 280 176              |           |                | 25         | 4             | 21            | 11 207                   |                      |            |            | 16         |
| 1976                                                                            | 365 500              | 430 000   | 85.0           | 23         | 7             | 16            | 15 891                   | 2                    | 23         | 104        | 21         |
| 1980                                                                            | 349 000              | 442 000   | 79.0           | 32         | 9             | 23            | 10 906                   | 3                    | 32         | 112        | 28         |
| 1990                                                                            | 382 000              | 456 956   | 83.6           | 55         | 25            | 30            | 6945                     | 5                    | 77         | 111        | 28         |
| 1999                                                                            | 317 720              | 453 886   | 70.0           | 63         | 38            | 25            | 5043                     | 12                   | 91         | 116        | 32         |
| 2000                                                                            | 317 720              | 453 866   | 70.0           | 65         | 35            | 30            | 4888                     | 13                   | 81         | 119        | 32         |
| 2001                                                                            | 318 510              | 453 866   | 70.2           | 74         | 42            | 32            | 4304                     | 14                   | 83         | 124        | 32         |
| 2002                                                                            | 318 510              | 453 866   | 70.2           | 73         | 40            | 33            | 4363                     | 12                   | 79         | 128        | 33         |
| 2003                                                                            | 325 648              | 465 212   | 70.0           | 77         | 44            | 33            | 4229                     | 12                   | 79         | 130        | 33         |
| 2004                                                                            | 325 648              | 465 212   | 70.0           | 83         | 49            | 34            | 3923                     | 12                   | 81         | 132        | 33         |
| 2006                                                                            | 268 000              | 472 000   | 56.8           | 78         | 47            | 31            | 3435                     | 16                   | 76         | 166        | 36         |
| 2012                                                                            | 378 000              | 513 000   | 73.7           | 102        | 65            | 37            | 3705                     | 15                   | 84         | 122        | 48         |
| 2015                                                                            | 387 000              | 525 000   | 73.7           | 119        | 79            | 40            | 3252                     | 23                   | 80         | 166        | 52         |
| 2018                                                                            | 437 235              | 608 505   | 71.9           | 107        | 92            | 15            | 4086                     | 23                   | 104        | 169        | 56         |
| 2020                                                                            | 449 000              | 642 025   | 69.9           | 132        | 92            | 40            | 3401                     | 3                    | 135        | 163        | 61         |
| Fuente: Catholic-Hierarchy, que a su vez toma los datos del Anuario Pontificio. |                      |           |                |            |               |               |                          |                      |            |            |            |

## Episcopologio
- Epaminondas José de Araújo † (27 de octubre de 1966-5 de junio de 1978 nombrado obispo de Palmeira dos Índios)
- Manuel Pestana Filho † (30 noviembre de 1978-9 de junio de 2004 retirado)
- João Casimiro Wilk, O.F.M.Conv., desde el 9 de junio de 2004